# Nowy rozdział (singel)
Nowy rozdział – singel polskiego zespołu Genzie, który został wydany 30 marca 2023.
Nagranie otrzymało w Polsce status złotej płyty 25 września 2024.
Singel zdobył ponad 6 milionów wyświetleń w serwisie YouTube oraz ponad 3 miliony odsłuchań w serwisie Spotify.

## Nagrywanie
Utwór został wyprodukowany przez Clearminda i FANTØM-a. Tekst do utworu został napisany przez Jędrka Wołodko oraz Patryka Barana. Utwór realizował Jędrzej Wołodko.

## Twórcy
Opracowano na podstawie materiałów źródłowych.
- Hi Hania – wokal
- Faustyna Fugińska – wokal
- Bartek Kubicki – wokal
- Bartosz Laskowski – wokal
- Oliwier Kałużny – wokal
- Julita Różalska – wokal
- Wiktoria Bochnak – wokal
- Patryk Baran – wokal, tekst
- clearmind – produkcja, kompozycja
- FANTØM – produkcja, kompozycja
- Jędrek Wołodko – tekst, realizacja

## Lista utworów
- Digital download[2]

1. „NOWY ROZDZIAŁ” – 4:18

## Teledysk
Do utworu powstał teledysk, który udostępniono 30 marca 2023 za pośrednictwem serwisu YouTube.

## Certyfikaty i sprzedaż
| Kraj          | Certyfikat  | Sprzedaż |
| ------------- | ----------- | -------- |
| Polska (ZPAV) | złota płyta | 25 000+  |